# Pastelky (hudební skupina)
Pastelky  je dětská dívčí hudební skupina, která hrála v letech 1994 až 1996. Jejími členkami byly Bára Vališová, Lucie Řeháková, Martina Křistková a Kristýna Vondráčková. Zpívaly mj. zhudebněné texty básníků Jiřího Žáčka, Františka Hrubína a Jitky Škápíkové . Nejznámějším hitem se stala píseň „Beruško, půjč mi jednu tečku“, kde Žáčkovy verše ze šesti básniček zkompiloval a zhudebnil brněnský pedagog Pavel Kováč  Na portálu YouTube má píseň v různých verzích miliony zhlédnutí, a v roce 1996 se umístila na 2. místě v hitparádě Eso na TV Nova.Pastelky za svoji kariéru uspořádaly 30 koncertů[zdroj⁠?!] a vydaly několik desek a kazet.